# Heinz Sittner
Heinz Sittner (* 26. November 1920) ist ein ehemaliger deutscher Fußballspieler. Von 1949 bis 1952 spielte er für die ZSG/BSG Stahl/Motor Altenburg in der DDR-Oberliga, der höchsten Spielklasse im DDR-Fußball.

## Sportliche Laufbahn
Mit dem 29-jährigen Abwehrspieler Heinz Sittner im Kader wurde die Sportgemeinschaft Altenburg Nord 1949 Thüringer Fußball-Vizemeister und hatte sich damit für die erste Saison der neu ins Leben gerufenen Ostzonen-Liga, der späteren DDR-Oberliga, qualifiziert. Für die Saison 1949/50, in die die Altenburger unter der neuen Bezeichnung Zentrale Sportgemeinschaft (ZSG) gingen, war auch Sittner wieder als Verteidiger nominiert worden. Er kam zwar erst am 5. Spieltag zu seinem ersten Punktspieleinsatz, wurde danach aber bis zum Saisonende in allen Ligaspielen eingesetzt. In dieser Spielzeit erzielte er auch seine einzigen drei Tore seiner Karriere in der Spitzenliga. Am Ende der Saison musste die ZSG ein Relegationsspiel um den Klassenerhalt gegen Anker Wismar austragen, bei dessen 3:2-Sieg Sittner ebenfalls mitwirkte. 1950/51 wurde aus der Zonenliga nach Einführung der neuen zweitklassigen DDR-Liga die Oberliga, und im Laufe der Saison wurde die ZSG in die Betriebssportgemeinschaft (BSG) Stahl umstrukturiert. Sittner blieb weiter ein Fixpunkt in der Mannschaft, von den 34 ausgetragenen Punktspielen verpasste er lediglich eine Begegnung. In der Saison 1951/52 fiel Sittner mehrfach aus, sodass er diesmal bei 36 Oberligaspielen nur 25-mal eingesetzt werden konnte.
Am Ende des Spieljahres stand die BSG Stahl auf einem Abstiegsplatz und spielte danach für längere Zeit in der DDR-Liga, nun unter der abermals neuen Bezeichnung BSG Motor Altenburg. Bis 1956 blieb Sittner ein Garant für Beständigkeit, denn von den in diesem Zeitraum ausgetragenen 115 Punktspielen kam er in 110 Begegnungen zum Einsatz. In seine letzte Spielzeit im DDR-weiten Fußball ging Sittner 1957 (Kalenderjahrsaison) als 37-Jähriger. Er kam noch einmal in zwölf DDR-Liga-Spielen zum Einsatz und beendete danach seine Laufbahn als Spitzensportler. Von 1949 bis 1957 war er in 80 Oberligaspielen (drei Tore) und 122 DDR-Liga-Spielen (drei Tore) aufgeboten worden.